# Unicorn University
Unicorn University est un institut d’enseignement supérieur privé, basé au centre de Prague, en République tchèque.

## Description
Elle propose six programmes accrédités auprès des autorités tchèques, tous au niveau Bachelor, à plein temps ou en formation par alternance pour les étudiants qui travaillent. Chaque spécialisation est proposée en deux langues, tchèque et anglais. Les spécialisations sont :
- économie et management ;
- management des techniques de l'information ;
- techniques de l'information.

La SSII Unicorn Systems, principal sponsor de l'école, en association avec la Bourse de Prague, finance des bourses d'études pour les étudiants les plus méritants. 
L'école est titulaire de la charte Erasmus et entretient des liens privilégiés avec plusieurs écoles européennes  .

## Annexes

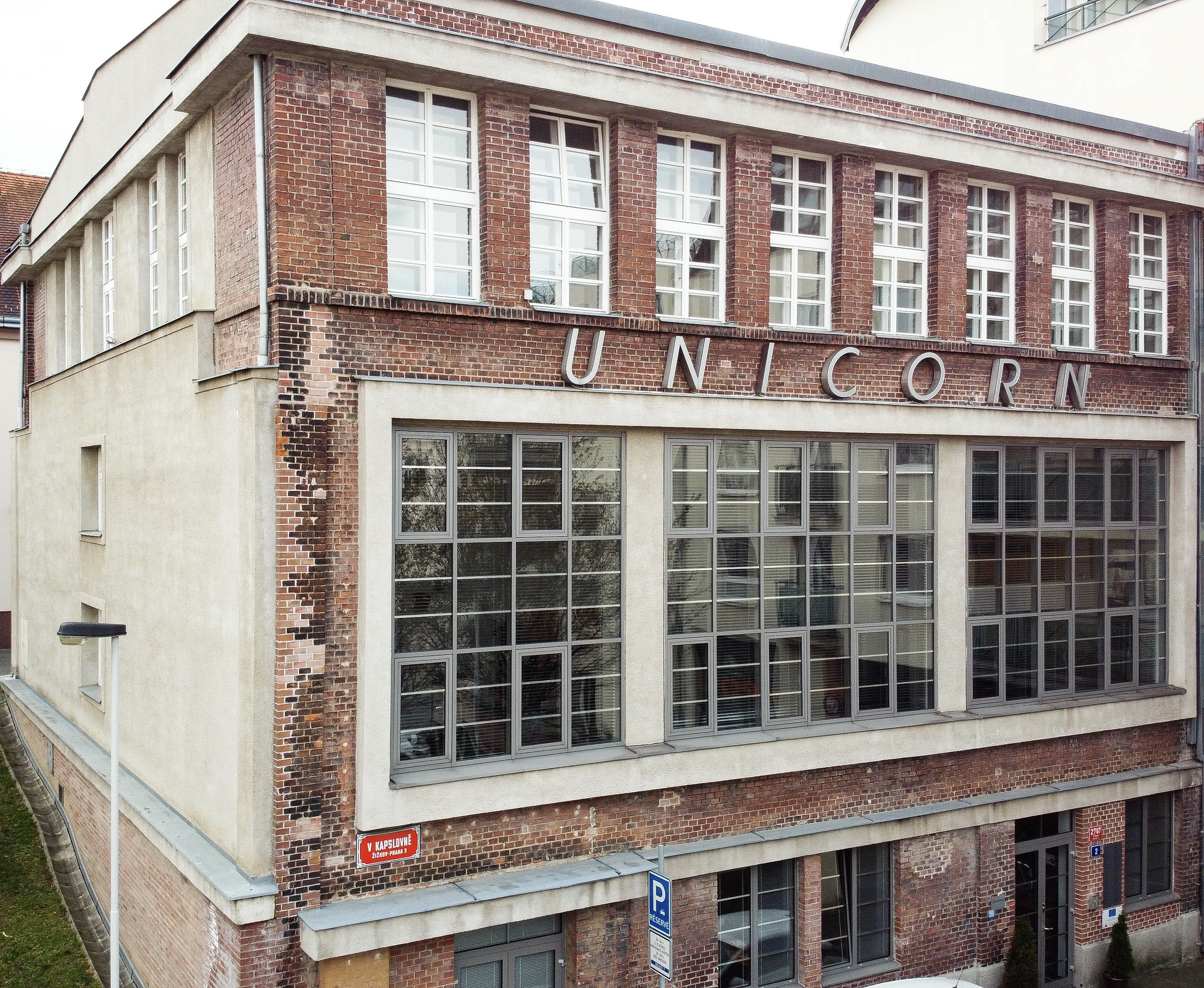
Façade du bâtiment principal